# Морские волки
«Морские волки» (англ. The Sea Wolves) — военный кинофильм 1980 года с участием Грегори Пека, Роджера Мура и Дэвида Нивена. Фильм основан на реальных событиях. По книге Джеймса Лисора.

## Сюжет
Реальная история совершенно секретной британской военной операции по уничтожению немецких радиосудов в нейтральных портах во время Второй мировой войны. Операцией руководили полковник Льюис Пью и капитан Гейвин Стюарт.
Во время Второй мировой войны немецкие подводные лодки потопили множество британских судов. Британская разведка, базирующаяся в Индии, считает, что информация передается на подводные лодки с помощью радиопередатчика, спрятанного на борту одного из трех немецких торговых судов, интернированных в Гоа, тогда колонии Португалии. Поскольку Португалия нейтральна, корабли не могут быть атакованы обычными силами. Британское военное командование, поддерживающее операцию, отреклось бы от её участников в случае провала.
Пью и Стюарт привлекли к выполнению задания полковника в отставке Билла Грайса и несколько его бывших солдат. Глава индийского отдела Управления специальных операций (SOE) разрешает похитить и допросить двух известных немецких агентов, но обе эти операции проваливаются. Замаскировавшись под пьяных британских бизнесменов из Калькутты, зафрахтовавших старый рыбацкий катер, англичане должны взять на абордаж и уничтожить 3 немецких корабля, используемых для радиосвязи с подводными лодками.

## В ролях
- Грегори Пек — полковник Льюис Гордон Пу
- Роджер Мур — капитан Гэвин Стюарт
- Дэвид Найвен — полковник У. Х. Грис
- Тревор Ховард — Джек Картрайт
- Барбара Келлерман — миссис Кромвел
- Патрик Макни — майор «Йоги» Кроссли
- Кеннет Гриффитт — Уилтон
- Дональд Хьюстон — Хиллиард
- Патрик Аллен — полковник Маккензи
- Уольф Калер — Тромпета

## Историческая основа
Фильм «Морские волки» основан на тайных операциях Второй мировой войны — Operation Creek и Operation Postmaster. Подробности читайте в английской википедии The Sea Wolves.